# 与我同在
《天生一對》（英語："You Belong with Me"）是美國創作歌手泰勒·斯威夫特的一首歌曲，收錄於其第2張錄音室專輯《放手去爱》中。歌曲由斯威夫特和利茲·羅斯共同創作，由泰勒絲及内森·查普曼共同製作。2009年4月18日，歌曲由大機器唱片作為專輯的第3支單曲發行。斯威夫特根據其一個男性朋友與女友的電話交談發想出了歌曲的靈感，之後她將歌曲擴充成了一個小故事。歌曲包含鄉村和流行的風格，其歌詞描述了一段遥不可及的戀情。
《天生一對》獲得了主流樂評的好評，使斯威夫特贏得了2010年兒童票選獎“最喜愛歌曲”，並得到了3項葛萊美獎提名。商業上，歌曲在澳大利亚、加拿大、紐西蘭和美國進入了前10名。在美國《告示牌》百强单曲榜，歌曲最高排第2名，成為當時斯威夫特在該榜單排位最高的歌曲。截至2014年11月，歌曲在美國的銷量已超過450萬。
歌曲的音樂錄影帶由羅曼·懷特執導。在這部影片中，斯威夫特分飾兩角，同時扮演主人公和反派，美國演員盧卡斯·提爾則擔任影片男主角。錄影帶展示了女主角與有女朋友的男主角成功在一起的故事，並贏得了2009年MTV音乐錄影带大奖最佳女歌手音樂錄影带；但斯威夫特在領獎發表獲獎感言時卻發生了肯伊·威斯特搶話筒事件，引發了爭議。斯威夫特多次現場表演了歌曲，包括她從無懼的愛巡迴演唱會之後的所有巡演。美國搖滾歌手巴奇·沃克翻唱了《天生一對》，並發行了數位單曲。「怪人奧爾」揚科維奇亦發行了歌曲的戲仿版本。

## 背景與發行
這首歌曲的創作靈感源於斯威夫特無意間聽到她的一個男性朋友與女友的電話交談。這名男性朋友的女友在電話中對他大吼大叫，而他卻只是說：“喔！親愛的，我真的要把電話掛了……之後我會打回給妳的……我當然是愛妳的啊，愛妳勝過一切啦！但親愛的真的很抱歉哦。”出於同情，斯威夫特發想出了這首歌曲的概念。在與利茲·羅斯共同創作的過程中，斯威夫特解釋了她的靈感並構想出了歌曲開頭的歌詞“You're on the phone with your girlfriend / she's upset / she's going off about something that you said.”（你和你女朋友在講電話/可是她不高興了/揪著你講的話不放）兩個人一起構思出了一個小故事，故事情節描述了斯威夫特愛上了自己的一名男性朋友，但那名男性朋友有女友，因而斯威夫特希望他能與女友分手。斯威夫特描述稱歌曲“與一個人渴望和一個有女朋友的人在一起相關，而他的女朋友卻一點也不懂得欣賞他。就像『鄰家女孩症候群』一般，妳喜歡一個妳已經了解了很久的男生，甚至比他女友了解得還要多，可是，得到那個男生的，卻總是那個受歡迎的女生。”2008年11月4日，《天生一對》在iTunes Store上作為專輯《無懼的愛》發行倒計時活動的宣传单曲發行，次年4月18日，歌曲則作為專輯的第3張正式單曲發行。

## 詞曲
《天生一對》是時長3分52秒，Allmusic認為其是一首鄉村流行歌曲。但《Paste》雜誌編輯凱特·基弗表示，這首歌曲是“一首實實在在的流行歌曲”。《天生一對》以四分之四拍為基調，其速度為130拍每分鐘的中速節拍。歌曲以升F大調創作，斯威夫特在歌曲中的音域介於F#3至C#5。《娱乐周刊》的莉亞·格林布拉特認為斯威夫特的演唱較為輕柔，帶有鼻音，而歌曲的旋律較為輕快。歌曲的和弦進程為F♯ –C♯–G♯-B，其樂器編成包括班卓琴和新浪潮風格的電吉他。
《天生一對》的歌詞中有3個表述對象，一個是斯威夫特自己，一個是斯威夫特的暗戀對象，而另一個則是暗戀對象的女友。格林布拉特稱斯威夫特在歌曲中扮演了講故事的人之角色，歌詞以叙事的方式展開，與愛情相關，描述了男生們“真是非常難追”。英国广播公司的露西·戴維斯指出，在歌曲的第一段，斯威夫特將自己和暗戀對象的女友進行比較，唱道“She wears high heels, I wear sneakers / She's cheer captain, I'm on the bleachers”（她穿高跟鞋，我卻穿運動鞋/她是啦啦隊長，我卻只能坐在看台），戴維斯認為這是歌曲主人公對啦啦隊長的嫉妒之心，尤其是她還跟自己暗戀的男性朋友約會。在歌曲的副歌，斯威夫特試著“說服某男生醒悟过来，屈服在她這個平凡女生的魅力之下”。《荷里活報道》的克雷格·罗森則相信，這首歌曲的劇情是斯威夫特的自白，是根據斯威夫特高中時的真實事件寫成的，斯威夫特“就是那個鄰家女孩，心碎之後在音樂中逃避自我”。

## 樂評與獎項

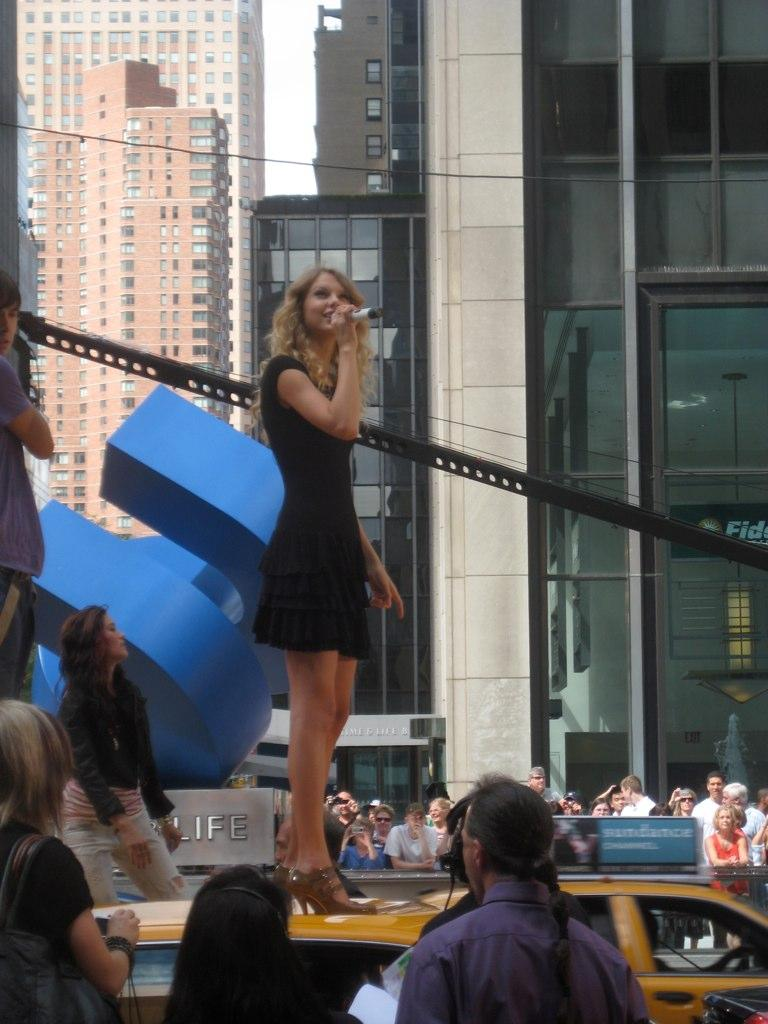
斯威夫特在2009年MTV音乐錄影带大奖彩排中表演《天生一對》

About.com的尚恩·杜利將《天生一對》列為《無懼的愛》的最佳歌曲之一。而該網站的另一名編輯詹妮弗·韋伯亦曾預測，歌曲將會吸引不同年齡段的人。韋伯表示“歌曲延續了歌手為不同的人都加上那麼一點小東西的傳統，難怪她的粉絲基礎那麼廣。”《Blender雜誌》的羅布·雪菲爾曾推薦讀者下載這首歌曲。《滾石》的喬迪·羅森評論道：“（自己）很難不被歌曲的真摯打動”。《村聲》的乔希·羅芙表示“超凡的智慧和包容”在《天生一對》的歌詞和主題中展現得淋漓盡致。羅芙亦提到，《天生一對》是《無懼的愛》裡的“好歌”。《娛樂週刊》的莉亞·格林布拉特表示，斯威夫特的演唱“嫻熟”，“適合電台播放”，和歌曲的旋律與樂器編成相得益彰。
《觀察家報》的強尼·戴維斯認為歌曲的部分片段不符合英國人口味，但認為歌曲比流行歌手希拉里·达夫發行過的單曲更好。英國廣播公司的露西·戴維斯認為歌曲的主題和《無懼的愛》的其它歌曲或是斯威夫特的同名專輯相似，沒有吸引力。她表示歌曲的歌詞“單調（......）而重複”。《坦帕灣時報》的一份樂評亦認為歌曲與斯威夫特先前的作品聽起來較為相似，寫道歌曲的套路都是“她（斯威夫特）愛上了一個要麼不喜歡自己，要麼想離開這座小鎮的男生。”《偏锋杂志》的约纳森·基夫稱，《天生一對》“完全不是斯威夫特寫得最好的歌，但歌曲的結構則難以挑剔。”
在第52屆葛萊美獎，《天生一對》獲得了3項提名，包括“年度歌曲”、“年度製作”和“最佳流行女歌手”，但分別敗給了碧昂絲的《单身女士（给它戴上戒指）》、里昂王族的《愛情替身》和碧昂絲的《光环》。此外，歌曲還獲得了第45屆美國鄉村音樂學院獎“年度歌曲”提名，但亦敗給了懷舊女郎的《想念你》。《天生一對》獲得了2010年兒童票選獎“最喜愛歌曲”。

## 榜單表現

### 北美

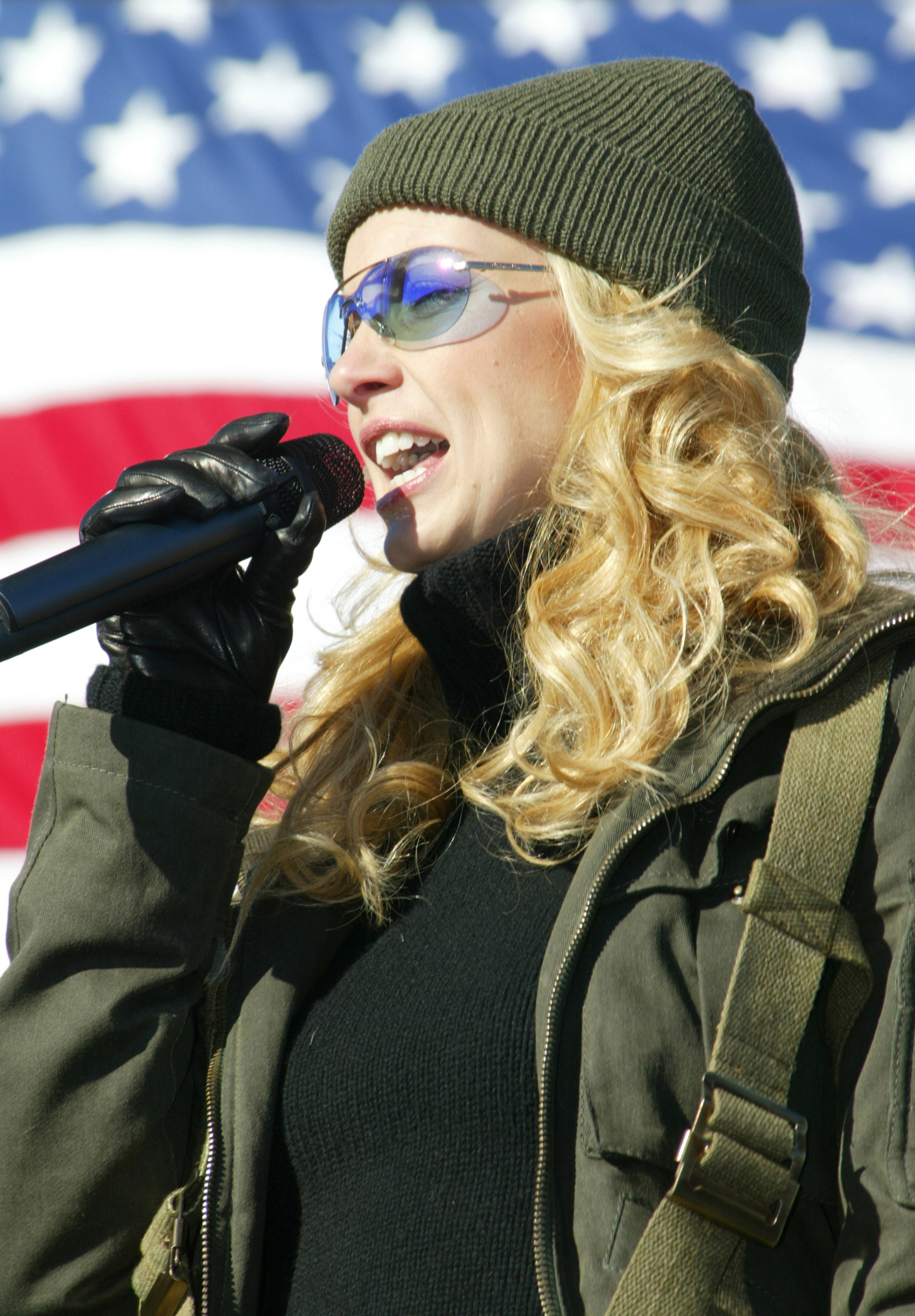
由於非鄉村電台的播放，《天生一對》成為繼菲丝·希尔的《呼吸 (費絲·希爾歌曲)》以來最多跨界電台聽眾收聽的歌曲

在發行為宣傳單曲之後，《天生一對》於2008年11月22日周日以172,000份數位銷量空降《告示牌》百強單曲榜第12名。這次空降也使斯威夫特和強納斯兄弟並列為2008年擁有最多空降該榜單前20歌曲的藝人。次周，歌曲跌出榜。在發行為正式單曲後，歌曲重新入榜，並在2009年5月16日周日百強單曲榜第87名。同年8月15日，歌曲升至榜單第3名。至此，《天生一對》超越《愛的故事》成為斯威夫特榜單排位第2高的歌曲。次周，歌曲排位再升至其最高排位第2名，僅次於黑眼豆豆的《我有預感》。2015年1月22日，歌曲以700多萬銷量被美國唱片業協會認證為七白金唱片。
《天生一對》以1.17億人次全平台觀眾收聽數为斯威夫特贏得了她首個《公告牌》百强电台歌曲榜冠軍，共奪冠了連續2周。歌曲亦成為了1990年《告示牌》開始統計尼爾森BDS數據以來首個在電台榜奪冠的跨風格歌曲。此外，由於非鄉村電台的播放，《天生一對》成為繼菲丝·希尔的《呼吸》以來最多跨風格電台聽眾收聽的歌曲。在《公告牌》热门乡村歌曲榜，歌曲空降第32名。2009年6月13日周日，歌曲在該榜單排位升至第10名，成為斯威夫特第8首在該榜單排位前10的歌曲。2009年8月22日結束的那周，歌曲升至榜單冠軍，斯威夫特至此擁有了4首熱門鄉村歌曲榜冠軍單曲。歌曲在該榜單總計奪冠2周。在《告示牌》流行歌曲榜，歌曲空降第40名。2009年7月25日周日，歌曲排榜單第10名。9月5日周日，歌曲奪得榜單亞軍，僅次於黑眼豆豆的《我有預感》。在《告示牌》當代成人單曲榜和《告示牌》成人流行單曲榜，歌曲則分獲冠軍和亞軍。
在加拿大百强单曲榜，《天生一對》空降榜單第84名，並最高排榜單第3名達3周。歌曲共在榜45周。此外，歌曲在電台播放11周後，在加拿大鄉村電台榜奪冠。2011年，《天生一對》被加拿大音乐协会認證為雙白金唱片。

### 歐洲與大洋洲
在英國，《天生一對》在2009年7月18日結束那周空降該國單曲榜第99名。2009年9月26日結束那周，歌曲達到了其最高排位，第30名。在愛爾蘭，歌曲最高排第12名，總計在榜6周。在歐洲大陸，《天生一對》最高排欧洲百强单曲榜第61名、比利時法蘭德斯地區Ultratop榜第11名和丹麥單曲榜第32名。在比利時瓦隆尼亞地區Ultratop榜和瑞典最熱榜，歌曲分別進入了前40和前50名。
《天生一對》在澳大利亚和紐西蘭取得了較大的商業成功。在2009年5月24日結束的那周，歌曲空降澳大利亚唱片业协会榜第55名。7月5日結束的那周，歌曲取得了其最高排位第5名，並保持了該排位共3周。《天生一對》排在澳大利亚十年榜單第88名，並被澳大利亚唱片业协会認證為四白金唱片。歌曲空降新西兰官方音乐榜第28名，並最高排第5名。之後，歌曲以超過15,000份銷量被新西兰唱片音乐协会認證為白金唱片。

## 音樂錄影帶

斯威夫特在影片中扮演的反派，一個受歡迎的啦啦隊長

《天生一對》的音樂錄影帶由羅曼·懷特執導。在這部影片中，斯威夫特分飾兩角，同時扮演主人公和反派。斯威夫特將這兩個角色分別描述為“一個喜歡自己無法擁有的男生的書呆子”和一個“可惡又可怕，卻又完美無比的”“受歡迎女生”。斯威夫特在影片中的愛慕對象由美國演員盧卡斯·提爾扮演；她在2008年4月出演孟漢娜電影版時遇見了提爾，被他“俊朗的外表”打動，她認為提爾可以塑造“夢中情人”的形象，就邀請提爾出演音樂錄影帶。斯威夫特評論提爾在影片中的表現稱：“他絕對是最適合出演這個角色的人，而且跟他一起共事真的很有意思。”斯威夫特表示錄影帶的劇情“吸引人”，並表示“整部影片中，我就坐在那裡，希望自己能取代她（反派）的位置”。斯威夫特認為影片的結局是一個快樂的結局，懷特解釋道，斯威夫特在結局中“成為了真正的自己”。
錄影帶在田納西州的加拉廷市和亨德森維爾拍攝了2日。在拍攝的第一天，斯威夫特使用了替身演員來應對主角和反派出現在同一鏡頭的情況。在斯威夫特跳舞的鏡頭中，懷特將斯威夫特原來一套固定的動作換成了毫無規則的動作，斯威夫特回憶起這段經歷時表示：“我在那裡像瘋了一樣，做著超蠢的動作，那真是我好長時間以來做的最有意思的一件事了。”第二天，團隊在教宗若望保祿二世高中拍攝了橄欖球比賽的鏡頭和舞會鏡頭，學校提供了許多扮演橄欖球運動員、樂團成員、啦啦隊和學生的演員客串影片。舞會鏡頭直接採用了學校翌日將舉辦的舞會之裝飾。在拍攝橄欖球比賽鏡頭時，提爾總是接不到球，因此拍攝持球過球門線得分的畫面遇到了麻煩，影片拍攝時間被迫延長。
影片以提爾和女朋友在電話中吵架開場。扮演主角的斯威夫特注意到了這一情景，於是兩人就開始透過臥室的窗戶以舉著寫著字的紙的方式交流起來。交流一陣子後，提爾拉上窗簾，斯威夫特無奈地舉著一張寫著“我喜歡你”的紙。接著，斯威夫特開始對著鏡子唱歌跳舞，並換了好多次衣服，提爾拉開窗簾，看到了這一情景，忍俊不禁。鏡頭轉向另外一天，斯威夫特坐在長椅上讀書，提爾走了過來，兩人交談了起來。接著，一輛紅色敞篷轎車駛來，提爾上了車，車上坐著扮演反派的斯威夫特，她給了提爾一個吻，並給了扮演主角的斯威夫特一個惡狠狠的眼神。鏡頭轉向一場橄欖球比賽中，扮演反派的斯威夫特是啦啦隊長，而扮演主角的斯威夫特只是樂團中的樂手。在持球過球門線得分之後，提爾走到女友跟前，發現她正在和自己的一個隊友調情，兩人爭吵了一小會兒後，提爾無奈地離開了球場，扮演主角的斯威夫特對此感到震驚。回到家中，兩人又開始筆談，提爾問主角是否要參加舞會，但她回答道：“不了，我要學習”。不久後，主角斯威夫特身穿白長裙，看起來不再像個書呆子，出現在舞會中，大家都看呆了。提爾發現了主角斯威夫特，而反派斯威夫特身穿紅裙，試著阻止提爾靠近主角斯威夫特。但提爾完全無視她，走到主角跟前，兩人先後拿出了寫著“我喜歡你”的紙，接吻了起來。

### 發行與反響

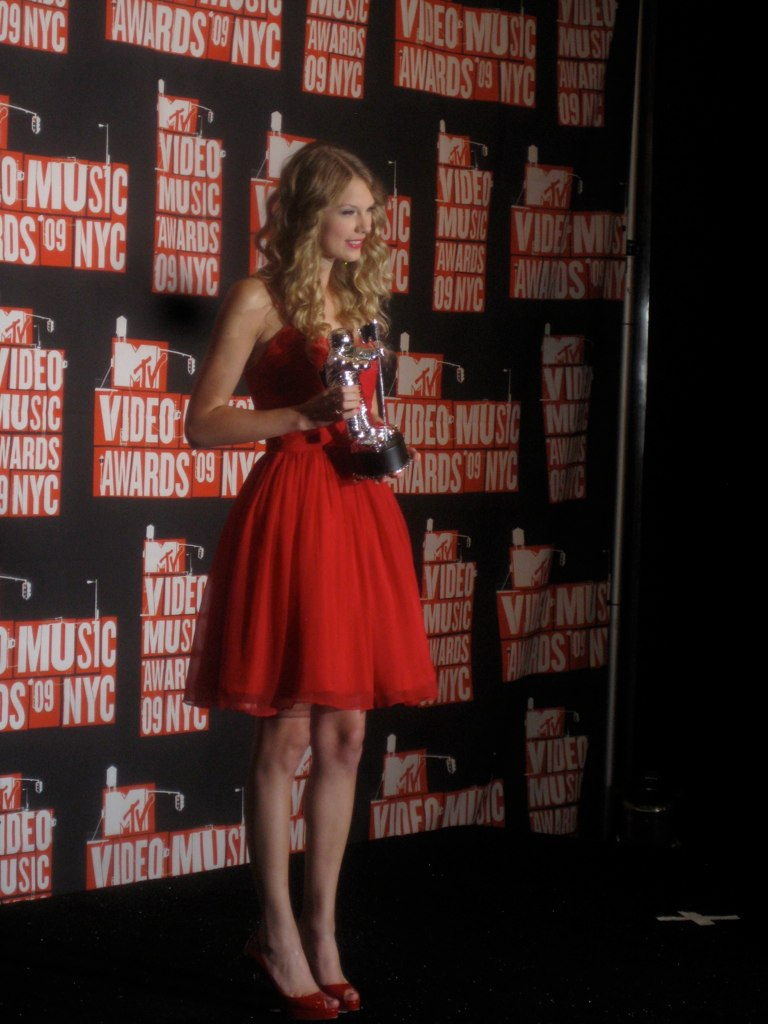
斯威夫特手持2009年MTV音乐錄影带大奖MTV音樂錄影帶大獎最佳女歌手音樂錄影帶奖杯

《天生一對》的音樂錄影帶於2009年5月2日在鄉村音樂電視首播。MTV的克里斯·萊恩評論道：“《天生一對》是一部披著音樂錄影帶外衣的青少年浪漫喜劇。”《坦帕灣時報》的一份評論則將錄影帶中斯威夫特所戴眼鏡與克拉克·肯特所戴眼鏡進行比較。《每日电讯报》的邁克爾·迪肯認為影片和歌曲一樣“都很浪漫和平淡”。
在2009年MTV音乐錄影带大奖，《天生一對》的音樂錄影帶獲得了最佳女歌手音樂錄影帶。但在斯威夫特發表獲獎感言時，饒舌歌手肯伊·威斯特打斷了斯威夫特的發言，搶走了她的麥克風說道：“泰勒，我為妳獲獎感到高興，我會讓妳講完這段話的。但碧昂絲（·諾利斯）的的錄影帶是史上最棒的！”MTV新聞的傑森·羅德里格斯表示，諾利斯“在人群中都看呆了”。之後，諾利斯在發表年度音樂錄影帶獲獎感言時把斯威夫特從後台請來完成了獲獎感言。許多人批評了威斯特的行為，時任美國總統贝拉克·奥巴马表示威斯特像一頭“蠢驢”。起初，威斯特並未積極與斯威夫特進行溝通，但之後，他對自己的行為表示抱歉，而斯威夫特也接受了道歉。在第45屆鄉村音樂學院獎，錄影帶被提名為年度音樂錄影帶。在2010年鄉村音樂電視獎，錄影帶獲得了年度音樂錄影帶和年度女歌手音樂錄影帶提名，但分別敗給了卡麗·安德伍的《Cowboy Casanova》和米蘭達·藍珀特的《White Liar》。此外，錄影帶還被提名為2010年最音樂錄影帶大獎最佳國際歌手音樂錄影帶和人民票選國際音樂錄影帶，但亦分別敗給了麥莉·希拉的《美國派對》和亚当·兰伯特的《你到底想怎樣》。

## 現場表演

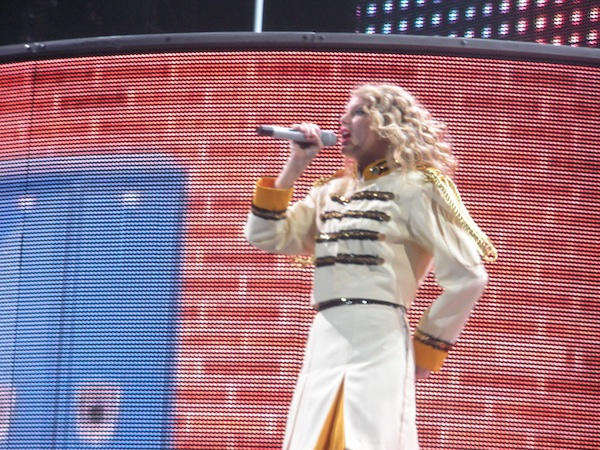
斯威夫特於2010年在無懼的愛巡迴演唱會上表演《天生一對》

2009年5月29日，斯威夫特在一個免費的戶外音樂會上表演了《天生一對》，電視節目《今天》轉播了這次演出，這是斯威夫特首次電視演出這首歌曲。為宣傳歌曲，斯威夫特還在《傑哥戽斗秀》、《Studio 330 Sessions》、2009年美國鄉村音樂節、2009年鄉村電視音樂獎和2009年V音樂節現場表演了歌曲。2009年9月13日，斯威夫特在當年MTV音樂錄影帶大獎上表演了歌曲。當天，斯威夫特身穿棕色風衣，頭戴黑色小帽，從捷運車站出發開始進行表演。來到捷運車廂，斯威夫特脫下了風衣，露出了一件紅色的小禮服。捷運到站之後，斯威夫特站在一輛黃色的計程車上完成了表演。在這次表演之後，斯威夫特在電視節目《觀點》和《週六夜現場》表演了歌曲。2009年下半年和2010年，斯威夫特主要在美國以外的地區宣傳這首歌曲，包括英國早安電視臺和澳大利亚慈善義演悉尼Sound Relief。
在第52屆葛萊美獎，斯威夫特表演了一首含《天生一對》的混成曲。在這場表演中，她身穿白色襯衫和黑色緊身牛仔褲，以《宛若童話》開始了自己的表演，接著她說道：“我真的很榮幸能和史蒂薇·妮克絲同台，簡直宛若童話。”二人表演了佛利伍麥克的《Rhiannon》。之後，斯威夫特拿起原音吉他，開始表演《天生一對》。妮克絲站在後面，邊敲手鼓邊點頭，和斯威夫特一起唱著。MTV新聞的埃里克·迪茨恩對兩人的合作表示失望，但表示兩人“造就了一個令人矚目的組合”。此外，由於斯威夫特在表演中不小心走調，遭到批評，大機器唱片的執行長斯科特·波切塔則親自為她的表演進行辯護。
斯威夫特在其第一次領銜巡演，無懼的愛巡迴演唱會，多次將《天生一對》作為巡演的開場表演進行演出。在斯威夫特和伴舞上台前，大熒幕上會播放一部影片。該影片講述了麥莉·希拉、黛咪·洛瓦特、菲丝·希尔、盧卡斯·提爾和斯威夫特本人等人分享他們對“無懼”（fearless）一詞的定義。影片結束後，身穿黃色啦啦隊服的樂團成員和伴舞上台，接著，身穿白色行進樂團服裝的斯威夫特從舞台下方升上舞台，開始演唱。斯威夫特在舞台漫步，而伴舞進行啦啦隊加油操表演。在表演中途，伴舞們將斯威夫特的行進樂團服脫下，露出一件閃光的禮服。之後，斯威夫特彈奏原音吉他完成了歌曲的表演。除了無懼的愛巡迴演唱會以外，斯威夫特亦在愛的告白世界巡迴演唱會、红巡回演唱会、1989世界巡迴演唱會、舉世盛名體育場巡迴演唱會和時代巡迴演唱會中表演了歌曲。

## 翻唱版本與媒體使用
2009年11月，美國搖滾歌手巴奇·沃克翻唱了《天生一對》，並發行了數位單曲。About.com的比爾·蘭姆描述稱其作曲為“帶民間音樂風情之酒吧爵士樂”，“比斯威夫特原版風格略為鄉村”。《告示牌》的米迦勒·伍德認為該翻唱版本的樂器編成由班卓琴帶動，並表示歌曲取得了“線上的成功”。《偏锋杂志》的強納森·凱費描述道，該翻唱版本的編曲“奇妙”，其將原曲的賣點—“優秀的旋律和結構”重點突出了起來。斯威夫特收聽了沃克的翻唱之後，發推表示：“聽這首歌時我都要瘋掉了！太令我震驚了。”
名為《TMZ》的歌曲戲仿版本收錄於「怪人奧爾」揚科維奇的錄音室專輯《Alpocalypse》中。該版本的音樂錄影帶由比爾·普林頓執導，於2010年10月拍攝，收錄於專輯的DVD中。次年6月24日，影片在「怪人奧爾」的Vevo平台發佈。電玩遊戲《樂隊英雄》根據主流反響將《天生一對》作為遊戲的65首歌曲之一。

## 榜單表現
| 榜單（2009年）                       | 最高 排位 |
| ------------------------------------ | --------- |
| 澳大利亚（澳大利亚唱片业协会單曲榜） | 5         |
| 比利时佛兰德（Ultratip榜外單曲榜）   | 11        |
| 比利时瓦隆（Ultratip榜外單曲榜）     | 23        |
| 加拿大（Canadian Hot 100）           | 3         |
| 丹麥（Hitlisten单曲榜）              | 32        |
| 荷兰（百强单曲榜）                   | 68        |
| 歐洲（《公告牌》欧洲百强单曲榜）     | 61        |
| 匈牙利（四十强电台榜）               | 31        |
| 日本（日本百强单曲榜）               | 14        |
| 愛爾蘭（愛爾蘭唱片音樂協會单曲榜）   | 12        |
| 新西兰（新西兰唱片音乐协会单曲榜）   | 5         |
| 斯洛伐克（電台百強單曲榜）           | 17        |
| 瑞典（瑞典最熱榜）                   | 47        |
| 英國（官方榜单公司單曲榜）           | 30        |
| 美国（《告示牌》百大單曲榜）         | 2         |
| 美國（《告示牌》成人當代單曲榜）     | 1         |
| 美國（《告示牌》Adult Pop Airplay）  | 2         |
| 美國（《告示牌》热门乡村歌曲榜）     | 1         |
| 美國（《告示牌》Pop Airplay）        | 2         |

| 榜單（2009年）                       | 排位 |
| ------------------------------------ | ---- |
| 澳大利亚（澳大利亚唱片業協會單曲榜） | 17   |
| 加拿大（加拿大百強單曲榜）           | 14   |
| 紐西蘭（紐西蘭唱片音樂協會）         | 25   |
| 英國（官方榜單公司單曲榜）           | 177  |
| 美國（《告示牌》百強單曲榜）         | 11   |
| 美國（《告示牌》當代成人單曲榜）     | 14   |
| 美國（《告示牌》熱門鄉村歌曲榜）     | 13   |
| 美國（《告示牌》成人四十強單曲榜）   | 15   |
| 美國（《告示牌》主流四十強單曲榜）   | 5    |
| 榜單（2010年）                       | 排位 |
| 美國（《告示牌》百強單曲榜）         | 57   |
| 美國（《告示牌》當代成人單曲榜）     | 8    |

| 榜單（2000年代）                     | 排位 |
| ------------------------------------ | ---- |
| 澳大利亚（澳大利亚唱片業協會單曲榜） | 88   |

## 銷售認證
| 地區                                     | 认证    | 认证单位/销量 |
| ---------------------------------------- | ------- | ------------- |
| 澳大利亚（澳大利亚唱片业协会）           | 9× 白金 | 630,000‡      |
| 加拿大（加拿大音乐协会）                 | 2× 白金 | 160,000*      |
| 丹麦（國際唱片業協會丹麥分會）           | 白金    | 90,000‡       |
| 日本（日本唱片協會）                     | 白金    | 250,000*      |
| 新西兰（新西兰唱片音乐协会）             | 白金    | 15,000*       |
| 西班牙（西班牙音樂製作協會）             | 金      | 30,000‡       |
| 英国（英国唱片业协会）                   | 白金    | 600,000‡      |
| 美国（美國唱片業協會）                   | 7× 白金 | 7,000,000‡    |
| *僅含認證的實際銷量 ‡僅含認證的+實際銷量 |         |               |

## 外部連結
- YouTube上的《天生一對》音樂錄影帶